# Flavio Poli

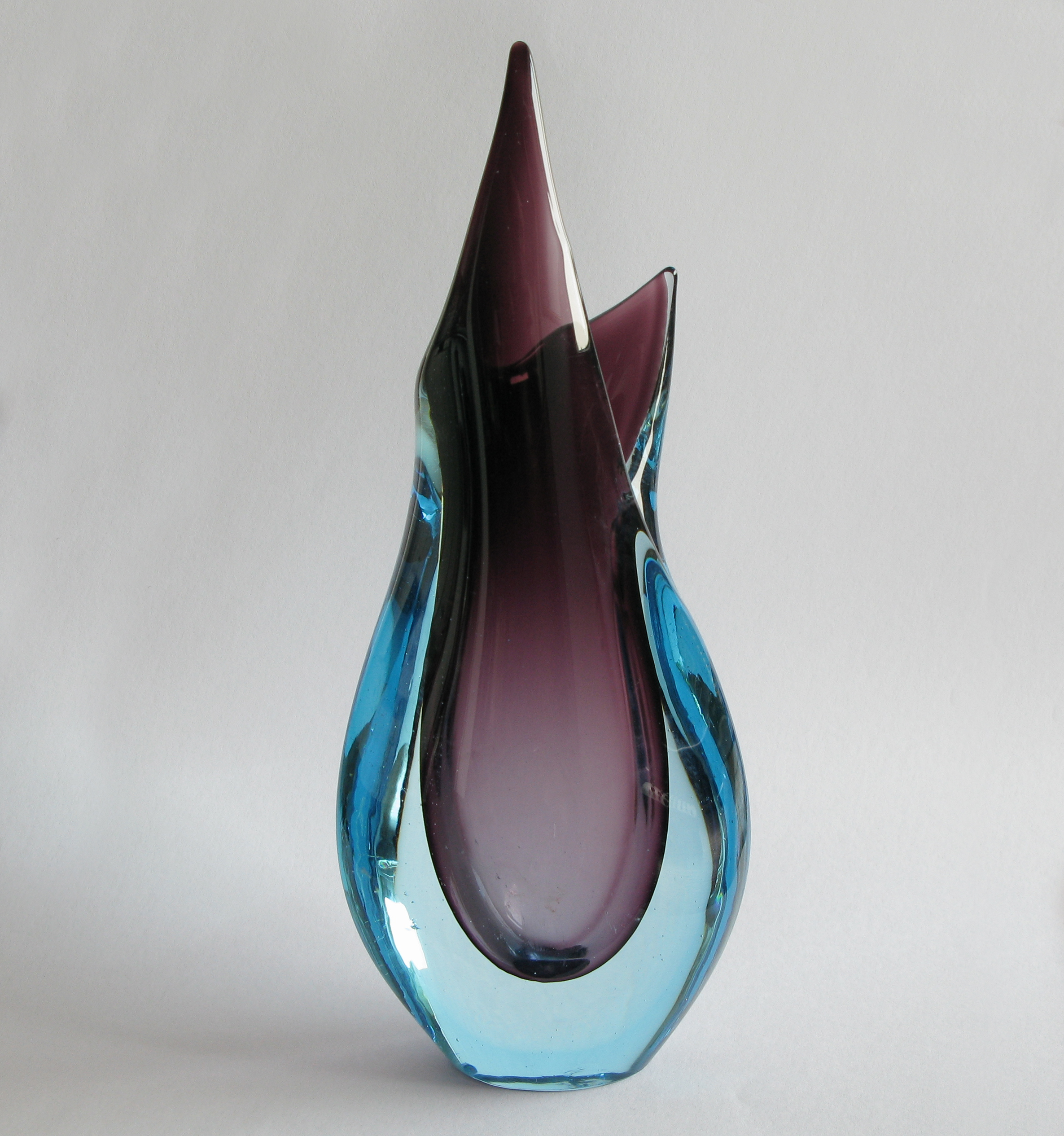
Vaso realizzato da Seguso Vetri d’Arte, in stile 'sommerso', su disegno di Poli

Flavio Poli (Chioggia, 1900 – Venezia, 1984) è stato un designer, ceramista e pittore italiano.

## Biografia
Nel 1929 Flavio Poli collaborava con la ditta I.V.A.M. (Industrie Vetraie Artistiche Murano) - della quale era socio Libero Vitali - e disegnava figure, da realizzare in vetro massiccio. Poli fu il primo ad affrontare, a Murano, il tema del nudo femminile: nella Compostiera del 1929-30, disegnò un busto femminile centrale, con funzione di presa.
Per la Compagnia di Venezia e Murano ideò animali massicci e per la vetreria artistica Mario e Lino Nason creò figure, in collaborazione con l'incisore Gino Francesconi. Collaborò anche con l'antica vetreria Pauly & C. - Compagnia Venezia Murano.
I suoi disegni erano eseguiti in vetro da vetrai professionisti, tra cui Francesco Martinuzzi e Italo Nason, che realizzò la serie di sculture Pudore, in puro stile Novecento, traendole ognuna da un'unica massa di vetro trasparente, bianco o ambrato. Uno di questi nudi femminili appartenne alla collezione di Duilio Cambellotti e fu esposto alla Biennale di Monza del 1930 e alla Mostra delle Arti decorative di Amsterdam del 1931. La raccolta di Arti Applicate del Castello Sforzesco di Milano possiede due sculture di questa serie che provengono dalla collezione di Ugo Nebbia.
La I.V.A.M. nel 1934 si associò alla Barovier Seguso & Ferro e nel 1937 prese il nome di Seguso Vetri d'Arte: da antica fucina di famiglia diventava così una vera azienda, soprattutto a partire dal 1934, quando Flavio Poli ne assunse la direzione artistica, divenendone anche socio nel 1937. Per la Seguso Vetri d'Arte progettò vasi massicci di largo spessore, sculture e lampade.

### Gli anni del dopoguerra

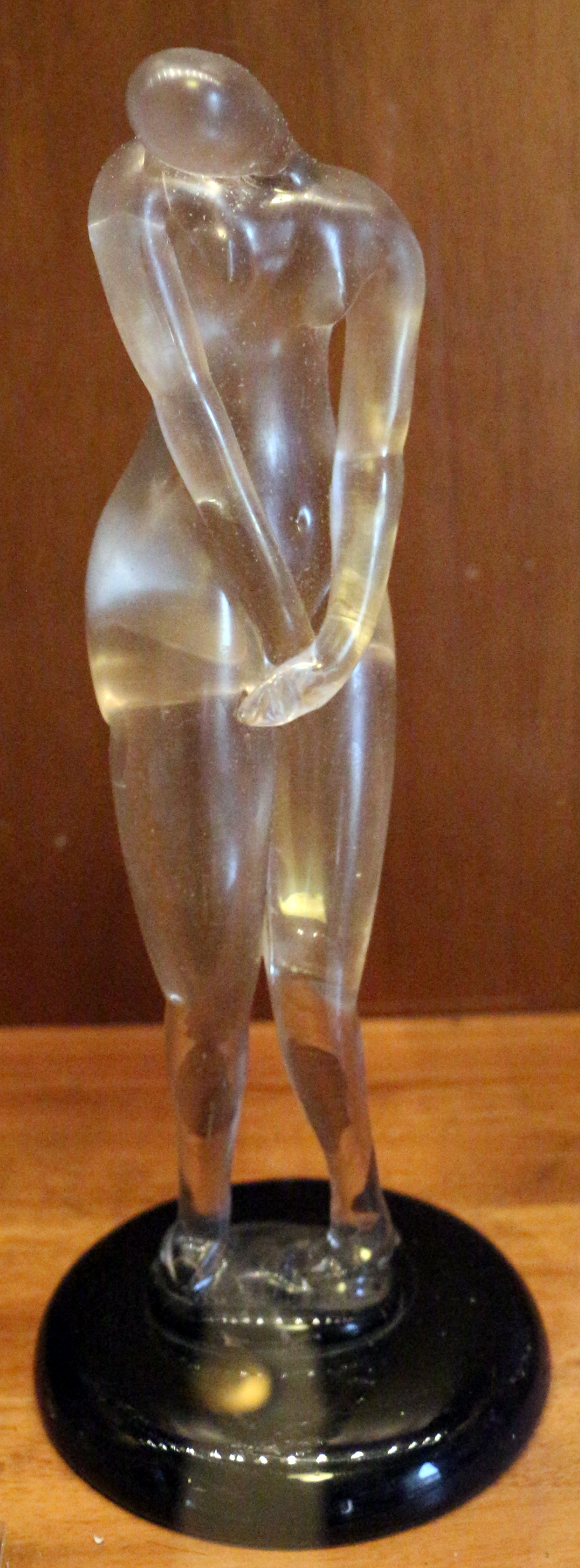
Flavio Poli per I.V.A.M., nudi femminili in cristallo massiccio dalla collezione Pudore, Murano 1930-31

Dopo la guerra Flavio Poli iniziò la produzione dei vasi "sommersi", dai colori smaglianti e contrastanti. Fu premiato nel 1954 con il Premio Compasso d'oro.
Nel 1963 lasciò la Seguso Vetri d'Arte e dal 1964 al 1966 lavorò nella Società Veneziana di Conterie e Cristallerie, dove inaugurò un settore di vetro artistico soffiato.
Le sue opere di questo periodo, realizzate in vetro sommerso, con la sovrapposizione di più strati vitrei, di consistenza e di colori diversi, furono presentate alla Biennale d'Arte di Venezia, alla Triennale di Milano e all’Esposizione universale di Bruxelles del 1958.
Creazioni di Flavio Poli sono presenti nelle collezioni dei musei di tutto il mondo, tra cui il Museo del vetro di Murano, il Museo Boncompagni Ludovisi di Roma, la National Gallery of Victoria in Australia, ed il MoMA di New York.

### Alcune opere
- Vaso tronco, 1938
- Vaso pulegoso oro, 1940
- Vaso corroso, 1950
- Vaso canne pesco oro
- Vaso cristallo brillato
- Vaso Siderale, 1952
- Vaso valva blu/rosso, 1954
- Vaso valva a bollicine, 1956
- Vaso corroso sommerso, 1957